# Лорз, Фредерик
Фредерик Роберт Джеймс «Фред» Лорз (англ. Frederick Robert James "Fred" Lorz; 5 июня 1884, Манхэттен, Нью-Йорк — 4 февраля 1914, Бронкс, Нью-Йорк) — американский легкоатлет, специалист по бегу на длинные дистанции и марафону. Выступал на международной арене в 1900-х годах, победитель Бостонского марафона, участник летних Олимпийских игр в Сент-Луисе.

## Биография
Фредерик Лорз родился 5 июня 1884 года в Манхэттене, Нью-Йорк.
Работал каменщиком и, как сообщается, тренировался в основном вечером после работы.
В августе 1904 года представлял легкоатлетический клуб «Мохок» в «специальном семимильном забеге», проводившемся под эгидой Любительского атлетического союза. По итогам выступлений вошёл в состав американской национальной сборной, собранной для участия в летних Олимпийских играх в Сент-Луисе. Принимал участие в марафонской гонке, в рамках которой грубо нарушил правила и получил дисквалификацию. Уже примерно через 14,5 км пути Лорз выдохся, после чего сел в автомобиль своего менеджера и проехал следующие 17,7 км на машине. Оставшуюся дистанцию преодолел бегом и первым пересёк финишную черту на Олимпийском стадионе. Организаторы сразу же разоблачили его обман и аннулировали показанный результат, а победителем стал другой американец Томас Хикс. Сам спортсмен отмечал, что его поступок был всего лишь шуткой.
За инцидент на Олимпиаде Любительский атлетический союз пожизненно отстранил Лорза от участия в соревнованиях, однако позже отменил наказание, приняв во внимание раскаяние спортсмена и тот факт, что он не хотел никого обманывать.
В 1905 году Фредерик Лорз одержал одну из самых значимых побед в своей спортивной карьере, когда занял первое место на Бостонском марафоне, преодолев дистанцию за 2:38:25.
В 1906 году Любительским атлетическим союзом вновь был отстранён от соревнований, на сей раз за участие в несанкционированном коммерческом забеге. Лорз дважды подавал апелляцию и всё же добился снятия запрета, что позволило ему принять участие в Чикагском марафоне, где он финишировал четвёртым.
В 1907 году был вторым на Йонкерсском марафоне.
В 1908 году показал седьмой результат на Бостонском марафоне.
В 1909 году занял шестое место на Марафоне Эмпайр-Сити в Йонкерсе и спустя девять дней стал вторым на другом марафоне в Бостоне.
В 1910 году женился на Дороти Райли, у них родились трое детей: Дебора Грайа, Сара Элизабет и Донни Роберт.
Умер от воспаления лёгких 4 февраля 1914 года в Бронксе в возрасте 29 лет.